# Schuldentriebverfahren
Das Schuldentriebverfahren (Mahnverfahren) dient dem Gläubiger in Liechtenstein zur Eintreibung von Forderungen an Geld oder andern vertretbaren Sachen durch die gerichtliche Erlassung eines bedingten Zahlbefehls (§ 577 ZPO).
Das Schuldentriebverfahren ermöglicht die Vollstreckung einer Geldforderung ohne Klageerhebung, also auch ohne Urteil. Das Verfahren wird eingeleitet, ohne dass geprüft wird, ob dem Antragsteller der Zahlungsanspruch tatsächlich zusteht, der Schuldner wird vor Erlassung des Zahlbefehls nicht gehört (§ 581 Abs. 1 ZPO). Das Schuldentriebverfahren ist damit eine schnelle und kostensparende Alternative zum streitigen Zivilprozess. Ziel des Verfahrens ist es, einen Schuldner zur Zahlung zu bewegen. Am Ende des Verfahrens steht der Vollstreckungstitel. Dies ist ein Vollstreckungstitel, mit dem der Gläubiger seine Geldforderung vollstrecken kann.

## Bezeichnung
Mit dem Inkrafttreten der Zivilprozessordnung und der Jurisdiktionsnorm am 1. Juni 1913 traten auch die Vorschriften der §§ 1 bis 5 des Gesetzes vom 9. Oktober 1865, LGBl. 1865 Nr. 5/1, betreffend den Schuldenbetrieb im Fürstentum Liechtenstein außer Kraft. Das diesbezügliche Verfahren wurde sodann wie in Österreich als „Mahnverfahren“ bezeichnet.
Mit Art 1 Abs. 2 Zif. 2 des Nachtrags-Gesetzes vom 26. Mai 1924 zur Jurisdiktionsnorm, Zivilprozessordnung und zu deren Einführungsgesetz wurde das Verfahren in „Schuldentriebverfahren“ umbenannt. Der Begriff Mahnverfahren wird neben dem Begriff Schuldentriebverfahren in den liechtensteinischen Gesetzen und in der Praxis weiterhin angewandt.

## Zuständigkeit
Für die Erlassung des Zahlbefehls ist das Landgericht in Vaduz sachlich und örtlich zuständig.

## Ablauf

### Schriftlicher Antrag
Das Schuldentriebverfahren kann durch schriftliches oder mündliches Vorbringen (§ 580 Abs. 1 ZPO) eingeleitet werden. Der Antrag kann nur gestellt werden, wenn der Schuldner in Verzug und sein Wohnsitz oder Aufenthalt im Inland bekannt ist (§ 578, 581 ZPO).
Der Antrag des Gläubigers auf Erlass eines Zahlbefehls erfolgt mit folgenden Angaben (§ 580 ZPO):
- Name des Gläubigers, Stand oder Gewerbe und Wohnort;
- Name des Schuldners, Stand oder Gewerbe und Wohnort;
- Betrag der Forderung und den Rechtsgrund derselben und, wenn die Forderung aus mehreren Posten besteht, den Betrag jedes einzelnen Postens und deren Rechtsgrund.

Besteht die Forderung nicht Geld, sondern hat diese andere vertretbare Sachen zum Gegenstand, so muss der Gläubiger in dem Gesuch den Betrag bezeichnen, den er anstatt derselben anzunehmen bereit ist (§ 580 Abs. 3 ZPO).

### Erlass des Zahlbefehls
Der Zahlbefehl muss enthalten:
- Aufschrift: Zahlbefehl;
- Name des Gläubigers, Stand oder Gewerbe und Wohnort;
- Name des Schuldners, Stand oder Gewerbe und Wohnort;
- Auftrag an den Schuldner, binnen 14 Tagen nach Zustellung des Zahlbefehles zur Vermeidung der Exekution die Forderung samt den geforderten Zinsen zu berichtigen und die Kosten des Zahlbefehles, falls deren Ersatz im Gesuche verlangt wurde, in dem vom Richter bestimmten Betrag zu berichtigen oder gegen den Zahlbefehl Widerspruch zu erheben;
- Die Bemerkung, dass der Zahlbefehl nur durch Erhebung des Widerspruches außer Kraft gesetzt werden kann.
- Hat die Forderung nicht Geld, sondern andere vertretbare Sachen zum Gegenstand, so ist dem Schuldner im Zahlbefehl freizustellen, statt der geforderten Sachen den im Gesuch bezeichneten Betrag in Geld zu leisten.

### Eingeschränkte Prüfung durch das Gericht
Das Landgericht prüft den Antrag auf formelle Richtigkeit und ob die Geltendmachung der Forderung im Mahnverfahren statthaft ist. Der Antrag selbst enthält keinerlei Begründung. Nach der formellen Prüfung erlässt das Gericht den Zahlbefehl.

### Gebühren, Zustellung
Die gerichtlichen Kosten des Schuldentriebverfahrens entstehen bereits mit Eingang des Antrages beim Landgericht. Sie sind abhängig von der Höhe der Forderung.
Diese Kosten werden der Hauptforderung direkt aufgeschlagen und müssen von dem Schuldner getragen werden, wenn die Hauptforderung bekannt ist und er dieser nicht widersprochen hatte. Eine spätere Antragsrücknahme entbindet den Antragsteller nicht von der Pflicht zu deren Zahlung.
Der Zahlbefehl ist dem Schuldner und, wenn er gegen mehrere Schuldner gerichtet ist, einem jeden derselben nach den Vorschriften über die Zustellung von Klagen zuzustellen.

### Widerspruch gegen den Zahlbefehl
Zur Erhebung des Widerspruches genügt die vom Schuldner beim Landgericht mündlich oder schriftlich abgegebene Erklärung, dass er gegen den Zahlbefehl Widerspruch erhebe. Eine Begründung für den Widerspruch ist nicht erforderlich (§ 584 ZPO).
Erhebt der Schuldner rechtzeitig Widerspruch wird das Schuldentriebverfahren als normales Erkenntnisverfahren fortgeführt und der Zahlbefehl verliert seine Kraft (§ 585 Abs. 1 ZPO). Bestreitet der Schuldner die Forderung nur teilweise, so hat er den bestrittenen Betrag genau anzugeben, ansonsten trifft der Widerspruch die ganze Forderung. Für den unbestrittenen Betrag kann Zwangsvollstreckung verlangt werden. Der Zahlbefehl verliert seine Kraft auch dann, wenn gegen einen wider mehrere Schuldner wegen desselben Anspruches erlassenen Zahlbefehl der Widerspruch nur von einem der Schuldner erhoben wird (§ 585 Abs. 1 ZPO).
Von dem rechtzeitig erhobenen Widerspruch sind der Gläubiger und der Schuldner zu verständigen (§ 586 Abs. 1 ZPO).
Ein verspätet erhobener Widerspruch ist mit Hinweisung auf die verstrichene Frist zurückzuweisen (§ 586 Abs. 2 ZPO).

### Wirkung des Ansuchens auf Erlassung eines Zahlbefehls
Das Ansuchen um Erlassung des Zahlbefehles hat grundsätzlich die Wirkung einer Klage (§ 589 Abs. 1 ZPO).

### Versäumung des Widerspruchs
Hat der Schuldner weder Zahlung geleistet, noch rechtzeitig Widerspruch erhoben, so ist dem Gläubiger über sein Ansuchen die Exekution auf Grund des Zahlbefehles zu bewilligen (§ 591 Abs. 1 ZPO).